# سیاره گمشده ۲
سیاره گمشده ۲ (به انگلیسی: Lost Planet ۲) یک بازی ویدئویی تیراندازی سوم شخص از سری بازی‌های سیاره گمشده است که در سال ۲۰۱۰ توسط شرکت کپ‌کام ساخته شده و برای پلی‌استیشن ۳ ایکس‌باکس ۳۶۰ و ویندوز منتشر شد.

## بازتاب‌ها
| گردآورنده  | امتیاز              |
| ---------- | ------------------- |
| گیم‌رنکینگز | ۶۹٪ (۳۶۰) ۶۶٪ (PS۳) |
| متاکریتیک  | ۶۹٪ (۳۶۰) ۶۷٪ (PS۳) |

| ناشر                  | امتیاز |
| --------------------- | ------ |
| یوروگیمر              | ۶/۱۰   |
| گیم‌پرو                | ۳/۵    |
| گیم‌اسپات              | ۵٫۵/۱۰ |
| آی‌جی‌ان                | ۶/۱۰   |
| اوپی‌ام (ایالات متحده) | ۳/۵    |
| ایکس پلی              | ۳/۵    |